# Cercle vicieux (nouvelle)
Pour les articles homonymes, voir Cercle vicieux (homonymie).
Cercle vicieux (titre original : Runaround) est une nouvelle de science-fiction d'Isaac Asimov publiée pour la première fois en mars 1942 dans Astounding Science Fiction. C'est dans cette histoire courte que sont exposées pour la première fois les trois lois de la robotique et, selon l'auteur, la première fois qu'est mentionné le terme « robotique ».

## Publications

### Publications aux États-Unis
La nouvelle est publiée pour la première fois en mars 1942 dans Astounding Science Fiction.

### Publications en France
La nouvelle paraît en France dans les recueils de nouvelles Les Robots (sous le titre Cycle fermé) et Nous les robots ; elle paraît aussi dans le recueil Le Grand Livre des robots (quatre éditions).

### Publications dans d'autres pays
La nouvelle a été publiée dans divers pays sous les titres suivants :
- Allemagne : Runaround (1952) ;
- Espagne : Sentido giratorio (1956) ;
- Japon : 堂々めぐり (1963) ;
- Pays-Bas : Dronken Robot (1966) ;
- Hongrie : Körbe-körbe (1966) ;
- Roumanie : Fuga în cerc (1967) ;
- Italie : Girotondo (1973) puis Circolo vizioso (2003).

## Résumé
La nouvelle se déroule en 2015 et met en scène Powell et Donovan, deux testeurs de robots de l'US Robots, sur la planète Mercure.
Les deux héros doivent surveiller les agissements du robot SPD-13 (surnommé « Speedy ») qui, comme tout robot, est soumis aux trois lois de la robotique. Cependant, en raison de son prix, la troisième loi (concernant l'auto-protection du robot) a été renforcée. Les problèmes commencent pour Powell et Donovan quand Speedy, qui devait ramener du sélénium à la base, ne revient pas.
Une analyse de son parcours montre qu'il tourne sans cesse autour de la mine (d'où les titres français : Cercle vicieux / Cycle fermé). Pourtant, le robot devrait être parfaitement adapté aux conditions mercuriennes. Le véritable problème est que le refroidissement de leur navette est dû à des cellules photoélectriques fabriquées grâce au sélénium.
Les techniciens se retrouvent donc avec le problème urgent de retrouver le robot dans les 48 heures, sous peine de mourir asphyxiés. Mais les conditions régnant sur Mercure ne peuvent leur permettre de supporter la terrible chaleur sur la distance de 15 km qui les sépare de la mine de sélénium. Ils imaginent le moyen de se déplacer dans les galeries sous la base, creusées lors de la première série d'explorations. Les deux hommes trouvent en bas des robots primitifs, qui peuvent les transporter à grande vitesse dans les galeries.
Avec leurs combinaisons, Powell et Donovan sortent quelques minutes à la surface, assez près de Speedy pour comprendre que celui-ci est complètement désorienté, prononce des propos incohérents et agit comme le ferait un humain s'il était ivre. Son attitude est en fait due à l'opposition entre la deuxième loi (obéir aux humains) et la troisième loi (se protéger dans la mesure où cela ne porte pas atteinte aux humains) qui a créé un blocage dans son fonctionnement.
En effet, la mine de sélénium contient des substances dangereuses qui pourraient porter atteinte à Speedy s'il y reste exposé trop longtemps. La troisième loi se trouvant renforcée à cause du coût du robot, celui-ci ne peut obéir à l'ordre donné par Mike, qui n'était pas suffisamment ferme et pressant. Speedy se protège donc en tournant autour de la mine et la deuxième loi, qui est d'obéir aux humains, ne prévaut plus sur la troisième.
Les deux hommes se trouvent dans l'obligation de rompre cet équilibre des lois. Ils imaginent d'abord mettre en danger le robot avec d'autres substances toxiques trouvées dans les galeries. Ce danger pourrait l'éloigner de la mine et rompre l'état d'équilibre. Mais le robot se recule simplement du centre de la mine, puis recommence sa ronde quand le danger est écarté. Powell imagine alors se mettre en danger devant le robot, la première loi intimant à Speedy de le sauver. Il monte ainsi à la surface du sol mercurien et commence à ressentir les effets de la chaleur dès les premières minutes. Très vite, il sent qu'il va s'évanouir. Speedy accourt à ce moment-là, et emmène Powell à l'ombre ainsi que l'avait prévu le technicien. Ne reste au robot qu'à récupérer le sélénium. Donovan lui ordonne fermement d'aller en chercher, et le robot accomplit le travail en une quarantaine de minutes.

## Analyse
Quand Asimov a imaginé les trois lois de la robotique, il a construit ses nouvelles sur des cas particuliers qui forceraient les robots à ne pas réagir normalement. Ici, la 3e loi est renforcée, et la 2e a un potentiel faible, d'où le blocage du robot.